# Абдурахман Шишани
Шейх Абдурахман Шишани, он же Абдурахман аз-Зарки — иорданский чеченец, участник первой и второй чеченских войн, а также вторжения боевиков в Дагестан, салафитский проповедник, член Верховного шариатского суда ЧРИ, 2-й амир Исламского джамаата салафи.

## Краткая биография
Шейх Абдурахман Шишани, также известный как Абдурахман аз-Зарки, иорданский чеченец из города Эз-Зарка, был салафитским проповедником, прибыл в Чечню в 1994 году с группой чеченских мухаджиров из Иордании. Принимал участие в первой и второй чеченских войнах и во вторжении боевиков в Дагестан. После смерти Али Фатхи аш-Шишани в 1997 году стал во главе «Исламского джамаата Салафи». Также являлся амиром Урус-Мартановского джамаата и членом Верховного шариатского суда Чеченской Республики Ичкерия.

## Книги
- Зайналбек Сусуев. Чечено-российские отношения и идея чеченской государственности. Политический очерк. — Litres, 2022-05-15. — 721 с. — ISBN 978-5-04-105686-5.
- Россия и мусульманский мир. — Институт, 2001. — 618 с.
- Наука о Кавказе: проблемы и перспективы : материалы И съезда ученых-кавказоведов, 27-38 августа 1999 г. — Изд-во Северо-Кавказской академии гос. службы, 2000. — 220 с. — ISBN 978-5-89546-072-6.
- Коллектив авторов. Исламские радикальные движения на политической карте современного мира. Вып. 2. Северный и Южный Кавказ. — Litres, 2022-05-15. — 610 с. — ISBN 978-5-04-110137-4.
- Гамал Шева. «Психологические войны». Приход Антихриста и Сатаны. — Litres, 2022-05-15. — 264 с. — ISBN 978-5-04-383923-7.